# Spin (álbum)
Darren Hayes (exvocalista de Savage Garden), lanza en 2002 Spin, su primer álbum en solitario. Su primer sencillo "Insatiable" es una balada que llega pronto al No.1. Después le siguieron tres singles más.

## Canciones
1. Creepin' up on you
2. Crush (1980 me)
3. Dirty
4. Good enough
5. Heart attack
6. I can't ever get enough of you
7. I miss you
8. Insatiable
9. Like it or not
10. Spin
11. Strange relationship
12. What you like
13. The heart wants what it wants (australian bonus)